# Beziehungen zwischen Kuwait und den Vereinigten Staaten
Die Beziehungen zwischen Kuwait und den Vereinigten Staaten sind sehr eng und von einer strategischen Partnerschaft geprägt. Die USA gelten seit der Befreiung Kuwaits im Golfkrieg 1991 als Schutzmacht und wichtiger Verbündeter des Golfstaates. Kuwait wurde 2004 von den USA zu einem Major non-NATO Ally (wichtiger Alliierter außerhalb der NATO) erhoben, was die besondere sicherheitspolitische Bedeutung der bilateralen Beziehungen unterstreicht. Heute sind mehrere tausend US-Soldaten in Kuwait stationiert, und Kuwait dient als wichtiger Stützpunkt für US-Militärpräsenz und -einsätze in der Golfregion.

## Geschichte
Kuwait stand ab 1899 unter britischer Herrschaft und erlangte am 19. Juni 1961 seine volle Unabhängigkeit. Die Vereinigten Staaten erkannten Kuwait schon kurz darauf als souveränen Staat an und nahmen noch im selben Jahr diplomatische Beziehungen auf. Bereits im Oktober 1951 hatten die USA ein Konsulat in Kuwait eröffnet, das mit der Unabhängigkeit 1961 in eine Botschaft umgewandelt wurde. In den 1960er Jahren entwickelten sich die bilateralen Kontakte positiv. 1968 besuchte der kuwaitische Emir Sabah al-Salim as-Sabah als erster Herrscher Kuwaits die Vereinigten Staaten und wurde von US-Präsident Lyndon B. Johnson in Washington empfangen. Die Beziehungen beider Länder waren nach der Unabhängigkeit Kuwaits freundschaftlich. Allerdings beteiligte sich Kuwait – wie die meisten arabischen Ölproduzenten – am Öl-Embargo von 1973 gegen die USA, was die Beziehungen vorübergehend belastete. Nach dem Ende der Ölkrise normalisierten sich die Kontakte jedoch bald wieder.
Im Iran-Irak-Krieg der 1980er Jahre rückten Kuwait und die USA sicherheitspolitisch näher zusammen. Ab 1987 schützte die US-Marine im Rahmen der Operation Earnest Will kuwaitische Öltanker im Persischen Golf, indem diese unter US-Flagge gestellt und von US-Kriegsschiffen eskortiert wurden. Diese Maßnahme sollte die globale Ölversorgung sichern und iranischen Angriffen auf die Schifffahrt vorbeugen, was eine erste deutliche strategische Kooperation zwischen Kuwait und den USA markierte. Am kuwaitischen Küstengewässer kam es zudem 1988 zur Schlacht am Ölplattform-Feld Iranaj, bei der US-Streitkräfte iranische Einheiten angriffen. Kuwait gewährte den USA in dieser Phase logistische Unterstützung und stellte Häfen für US-Kriegsschiffe bereit.
Einen dramatischen Wendepunkt in den Beziehungen stellte die irakische Invasion Kuwaits 1990 dar. Die USA verurteilten die Aggression umgehend und initiierten eine Resolution des UN-Sicherheitsrats, die den Rückzug der irakischen Truppen forderte.  Nachdem diplomatische Bemühungen erfolglos geblieben waren, führte die US-Regierung unter Präsident George H. W. Bush eine internationale Koalition an, welche im Januar 1991 mit der Operation Desert Storm (Wüstensturm) begann. Im Verlauf der Operation wurden die irakischen Besatzungstruppen innerhalb weniger Wochen militärisch besiegt und Kuwait im Februar 1991 befreit. Kuwait würdigte die US-Unterstützung unter anderem durch die Benennung eines Highway nach Präsident Bush. Nach der Befreiung kehrte die kuwaitische Regierung aus dem Exil zurück, und die US-Botschaft in Kuwait-Stadt wurde am 1. März 1991 wiedereröffnet.
Im September 1991 schlossen Kuwait und die USA ein formelles Verteidigungskooperationsabkommen, das den langfristigen Stationierungsrahmen für US-Truppen in Kuwait festlegte. Auf dessen Grundlage verblieben etwa 4000 US-Soldaten in Kuwait, und die USA stationierten umfangreiches vorpositioniertes Militärgerät in dem Emirat, um bei Bedarf schnell auf Bedrohungen reagieren zu können. Kuwait unterstützte die Durchsetzung der von den USA eingeführten Flugverbotszone über dem Südirak (Operation Southern Watch 1992–2003) logistisch und finanziell; so stellte Kuwait Basen für US-Luftwaffenkräfte zur Verfügung und übernahm zwei Drittel der Kosten der UN-Beobachtermission (UNIKOM) an der irakisch-kuwaitischen Grenze. Im Jahr 1993 gab Kuwait seinen Wirtschaftsboykott gegen Israel auf – ein Schritt, der vor allem US-Unternehmen zugutekam und von den Vereinigten Staaten begrüßt wurde.

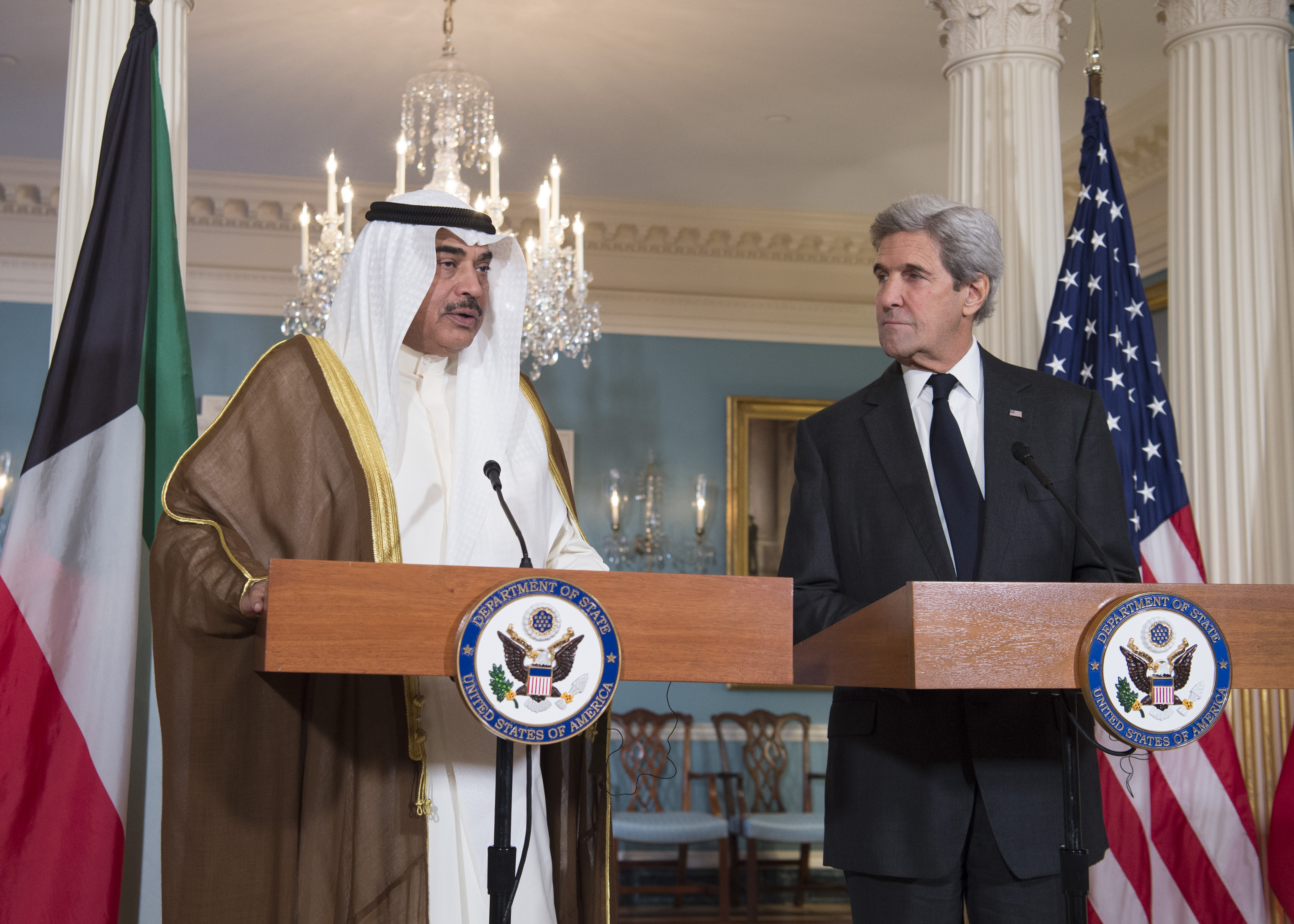
Sabah Al-Khalid Al-Sabah mit John Kerry (2016)

Auch in den folgenden Jahrzehnten blieb Kuwait ein verlässlicher Partner der USA in der Region. Kuwait unterstützte 2003 die US-geführte Invasion im Irak zur Entmachtung Saddam Husseins: Es stellte sein Territorium als Hauptaufmarschgebiet für die Koalitionstruppen zur Verfügung – rund 250.000 US-Soldaten rückten im März 2003 von Kuwait aus in den Irak vor. Kuwaits eigene Streitkräfte beteiligten sich zwar nicht aktiv an den Kampfhandlungen im Irak, doch verblieben nach dem Sturz des Hussein-Regimes dauerhaft etwa 25.000 US-Soldaten in Kuwait, die fortan für die Stabilisierung des Irak und der Region eingesetzt wurden, eine Zahl, die mit dem Abzug der US-Truppen aus dem Irak reduziert wurde.
In den 2010er Jahren setzten sich die engen Beziehungen fort und wurden weiter ausgebaut. Kuwait beteiligte sich ab 2014 an der von den USA initiierten Anti-IS-Koalition und stellte wichtige militärische Infrastruktur zur Verfügung. So richteten die USA ihr regionales Hauptquartier der Operation Inherent Resolve in Kuwait ein, was als logistisches Drehkreuz für Truppen- und Materialbewegungen im Kampf gegen den IS fungierte. Im Jahr 2016 etablierten Kuwait und die USA einen bilateralen strategischen Dialog, der seither jährlich abwechselnd in beiden Ländern stattfindet. In diesem Rahmen werden die Kooperation in den Bereichen Verteidigung, Sicherheit, Wirtschaft, Bildung und Kultur systematisch vertieft.

## Wirtschaftsbeziehungen
Im Jahr 2022 beliefen sich die US-Warenexporte nach Kuwait auf etwa 3,4 Milliarden US-Dollar, während die Importe aus Kuwait rund 1,4 Milliarden US-Dollar. Hauptimportgut aus Kuwait sind Erdöl und petrochemische Erzeugnisse.
Neben dem direkten Handel spielen Investitionen eine bedeutende Rolle. Kuwait verfügt über einen der größten Staatsfonds der Welt, die Kuwait Investment Authority (KIA), die ihr Kapital global angelegt hat. Schätzungen zufolge sind mehr als 50 % des KIA-Portfolios in den Vereinigten Staaten investiert – darunter Beteiligungen an Immobilien, Aktiengesellschaften und Infrastrukturprojekten. Im Gegenzug sind amerikanische Ölmultis im kuwaitischen Öl- und Gassektor tätig.

## Sicherheitspolitische Zusammenarbeit

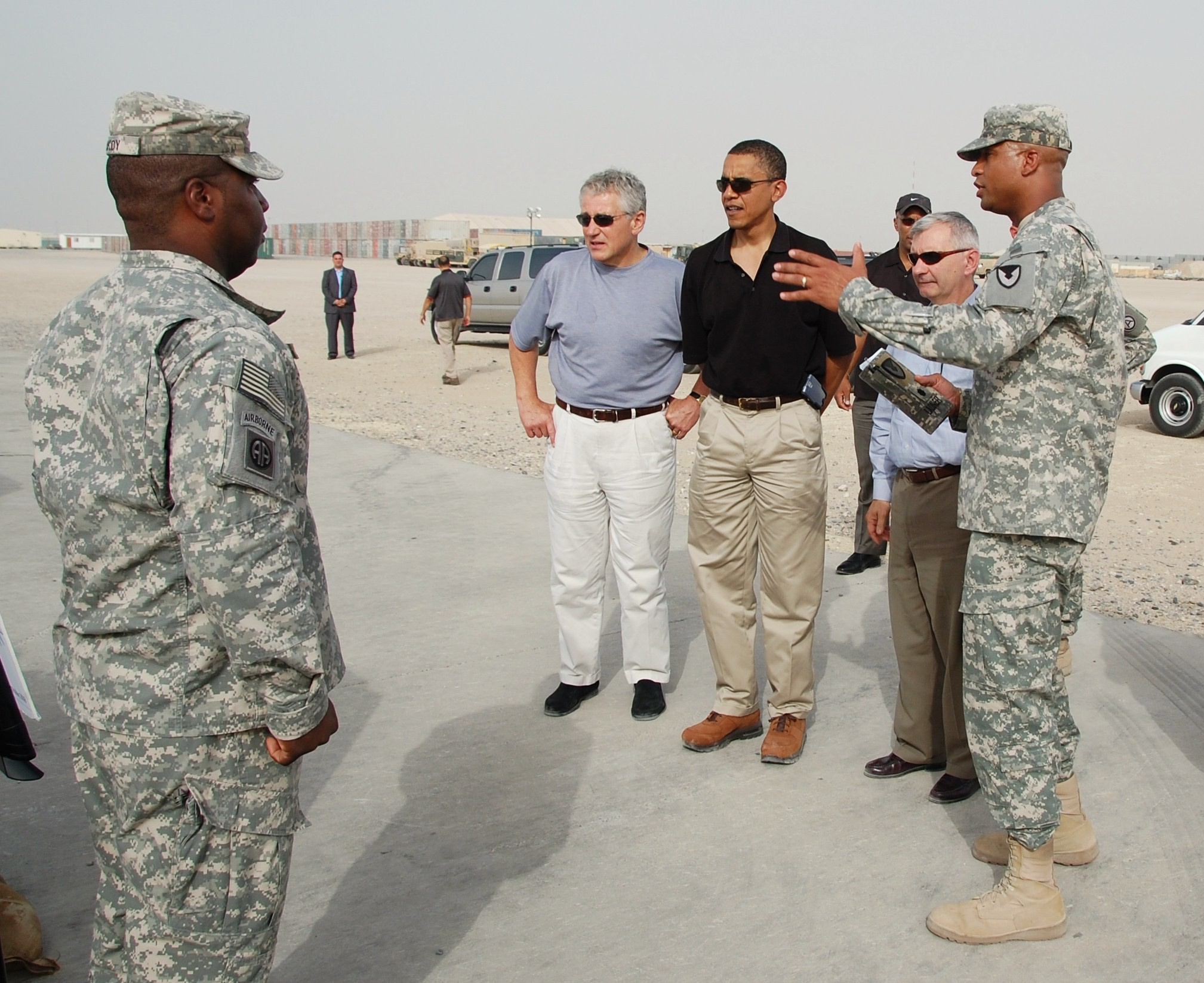
Besuch von Präsident Obama auf Camp Arifjan (2008)

Die sicherheitspolitischen Beziehungen bilden das Kernstück der Zusammenarbeit zwischen Kuwait und den Vereinigten Staaten. Nach der Befreiung Kuwaits 1991 wurde die militärische Allianz beider Länder formalisiert: Im September 1991 unterzeichneten Kuwait und die USA ein Verteidigungsabkommen, das den stationierten US-Truppen einen rechtlichen Status gab (Status of Forces Agreement) und gemeinsame Verteidigungspläne vorsieht. Seitdem unterhalten die USA in Kuwait eine kontinuierliche Truppenpräsenz. 2021 waren rund 13.000 US-Soldaten in Kuwait stationiert. Damit gehört Kuwait zu den Ländern mit der größten US-Truppenpräsenz außerhalb der NATO (nach Deutschland, Japan und Südkorea). Die amerikanischen Streitkräfte nutzen mehrere Militärbasen in Kuwait, darunter Camp Arifjan südlich von Kuwait-Stadt als logistischen Hauptstützpunkt des Heeres und die Ali Al-Salem Air Base als wichtigsten Luftwaffenstützpunkt. Außerdem werden Trainingsgelände und Hafenanlagen gemeinsam genutzt. Kuwait stellt den US-Streitkräften kostenlos Einrichtungen zur Verfügung und trägt einen Teil der Kosten für deren Stationierung und Übungen auf kuwaitischem Boden.
Die militärische Kooperation umfasst regelmäßige Gemeinschaftsübungen und Manöver. Jährlich finden bilaterale oder multilaterale Übungen in Kuwait statt, um die Interoperabilität der kuwaitischen und amerikanischen Streitkräfte zu erhöhen. So nehmen kuwaitische Einheiten an großen US-geführten Manövern in der Golfregion teil (z. B. an der Übungsserie Eagle Resolve mit den GCC-Staaten). Im Gegenzug bilden die US-Streitkräfte kuwaitisches Militärpersonal aus und unterstützen die Modernisierung der kuwaitischen Armee. Die USA haben maßgeblich zum Wiederaufbau und zur Aufrüstung der Kuwaitischen Streitkräfte nach 1991 beigetragen. Kuwait bezieht einen Großteil seiner Waffen aus den Vereinigten Staaten. 2004 wurde Kuwait – als zweiter Golfstaat nach Bahrain – offiziell zum Major non-NATO Ally der USA ernannt. Dieser Status erleichtert gemeinsame Rüstungsprojekte und sicherheitspolitische Abstimmungen, auch wenn er keine Beistandsverpflichtung wie innerhalb der NATO beinhaltet.